# UFC Fight Night: Gonzaga vs. Cro Cop 2
UFC Fight Night: Gonzaga vs. Cro Cop 2 lub UFC Fight Night 64 – gala mieszanych sztuk walki organizacji UFC z 11 kwietnia 2015 roku, która odbyła się w krakowskiej Kraków Arenie (pierwsza gala UFC zorganizowana w Polsce). W walce wieczoru zmierzyli się w rewanżowym starciu Brazylijczyk Gabriel Gonzaga i Chorwat Mirko Filipović, a w drugiej walce wieczoru Polak Jan Błachowicz z Brytyjczykiem Jimim Manuwą.

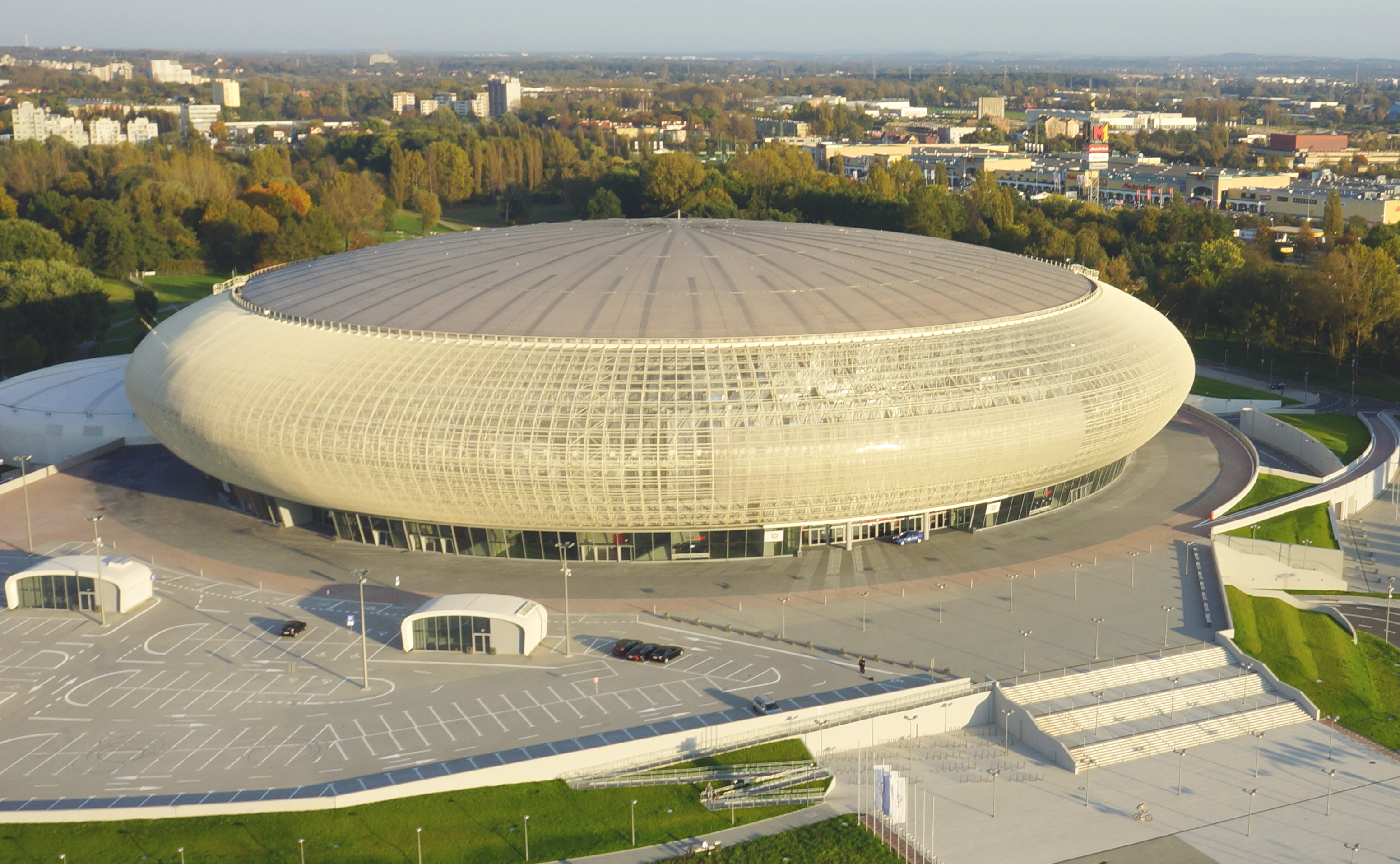
Kraków Arena

## Wyniki walk
Karta główna
- Waga ciężka:   Gabriel Gonzaga –  Mirko Filipović

Filipović zwyciężył przez TKO w 3. rundzie
- Waga półciężka:   Jan Błachowicz –  Jimi Manuwa

Manuwa zwyciężył przez jednogłośną decyzję
- Waga półśrednia:   Paweł Pawlak –  Sheldon Westcott

Pawlak zwyciężył przez jednogłośną decyzję
- Waga słomkowa:   Joanne Calderwood –  Maryna Moroz

Moroz zwyciężyła przez poddanie w 1. rundzie

Karta wstępna
- Waga półśrednia:   Seth Baczynski –  Leon Edwards

Edwards zwyciężył przez KO w 1. rundzie
- Waga ciężka:   Daniel Omielańczuk –  Anthony Hamilton

Hamilton zwyciężył przez jednogłośną decyzję
- Waga średnia:   Bartosz Fabiński –  Garreth McLellan[3]

Fabiński zwyciężył przez jednogłośną decyzję
- Waga półśrednia:   Mickael Lebout –  Sérgio Moraes[4]

Moraes zwyciężył przez jednogłośną decyzję
- Waga kogucia:   Damian Stasiak –  Yaotzin Meza[5]

Meza zwyciężył przez jednogłośną decyzję
- Waga słomkowa:   Izabela Badurek –  Aleksandra Albu

Albu zwyciężyła przez poddanie w 2. rundzie
- Waga lekka:   Marcin Bandel –  Steven Ray[6]

Ray zwyciężył przez TKO w 2. rundzie
- Waga piórkowa:   Taylor Lapilus –  Rocky Lee

Lapilus zwyciężył przez jednogłośną decyzję

## Nagrody bonusowe
Wymienieni poniżej zawodnicy otrzymali dodatkową nagrodę w wysokości 50 000 USD:
- Walka wieczoru →  Gabriel Gonzaga vs  Mirko Filipović
- Występ wieczoru →  Leon Edwards i  Maryna Moroz